# 推理
推理（inference）是「使用理智從某些前提（已知）導出結論」的思維過程。
以下三種推理是屬於哲學、邏輯、心理學和人工智能等學門所感興趣的領域。

## 推理
邏輯推理有三種主要的方式：

### 演绎推理
演繹推理（deductive reasoning），给出正確的前提，就必然推出結論（结论不能为假，悖論除外）。演繹推理無法使知識擴增，因為結論自包含於前提之內。邏輯學中有名的三段論（syllogism）就是典型的例子：
- 人皆有一死
- 蘇格拉底是人
- 所以，蘇格拉底會死

### 归纳推理
另一方面，在歸納推理（inductive reasoning）當中，當前提為真時，可推出某種機率性的结论。歸納推理可以擴展知識，因为结论比前提包含更多的信息。大卫·休谟（David Hume）曾舉出一個歸納推理的範例：
- 在我記得的过去每一天中，太陽都會升起
- 所以，太陽明天將會升起

### 溯因推理
第三類推理是溯因推理（abductive reasoning），或者说推論到最佳解釋。這種推理方法的結構較為複雜而且可能包括演繹與归纳兩種論證。溯因推理的主要特徵是给出一组或多或少有争议的假定，要么证伪其它可能的解释，要么展示出赞成的結論的可能性，来尝试赞成多个结论中的一个。